# NGC 4469
NGC 4469 ist eine linsenförmige Galaxie mit aktivem Galaxienkern vom Hubble-Typ SB0/a im Sternbild Jungfrau nördlich der Ekliptik. Sie ist schätzungsweise 21 Millionen Lichtjahre von der Milchstraße entfernt und hat einen Durchmesser von etwa 25.000 Lichtjahren. Gemeinsam mit zwölf weiteren Galaxien bildet sie die NGC 4442-Gruppe (LGG 288) und wird unter der Katalognummer VCC 1190 als Mitglied des Virgo-Galaxienhaufens aufgeführt.
Im selben Himmelsareal befinden sich u. a. die Galaxien NGC 4451, NGC 4483, NGC 4488, IC 3430.
Das Objekt wurde am 15. April 1784 von dem deutsch-britischen Astronomen William Herschel mithilfe seines 18,7 Zoll-Spiegelteleskops entdeckt.